# Ermanno Piacentini
Ermanno Piacentini (Porto San Giorgio, 25 giugno 1965) è un allenatore di pallavolo italiano.
Di origini Marche, la sua carriera di allenatore è strettamente legata alla città di Roma.

## Carriera
Esordì nei più alti campionati nazionali nel 1996, quando si sedette sulla panchina della Roma Volley come 2º allenatore. Rimase in società fino al 2002, ricoprendo per un anno il ruolo di allenatore delle giovanili.
Divenne 1º allenatore nel 2002, quando in Serie B1 guidò la squadra della città siciliana di Nicosia. L'anno successivo, in Serie A2, allenò la Pallavolo Molfetta. Nella stagione 2004-2005 guidò la squadra della Thyssen Krup di Terni in serie B1 maschile; la stagione successiva la squadra della Pallavolo Squinzano a Lecce, partecipante al campionato di B1 maschile. Nel biennio 2006-2008 fece parte dello staff della Nazionale italiana.
Nel 2006 nacque, per iniziativa di Massimo Mezzaroma, la M. Roma Volley, con l'intento di riportare il volley di Serie A nella capitale. Piacentini venne chiamato ad allenare le formazioni giovanili; questo compito venne ricoperto per due stagioni. Nel 2008 gli venne affidata la panchina della Prima Squadra, che intanto aveva deciso di non iscriversi nuovamente alla Serie A1, in quella stagione decise di cambiare ruolo a Ivan Zaytsev.
Nella stagione 2009/2010 ha allenato la S.S. Lazio Pallavolo, formazione militante in Serie B1/M. Nella stagione 2014/2015 ha allenato la Lazio V&S Under 19 che ha militato in serie C. Nella stagione 2015/2016 ha allenato la Pallavolo Marino militante in serie B2/M e l'U19 della Lazio V&S che ha vinto il titolo regionale, bissando il successo nella stessa categoria nella stagione successiva. Nel 2024 è allenatore della Fenice Roma in serie B1/M.

## Palmarès
- 1 Scudetto Under 18: 2008-09